# Lilium sempervivoideum
Lilium sempervivoideum är en liljeväxtart som beskrevs av Augustin Abel Hector Léveillé. Lilium sempervivoideum ingår i släktet liljor, och familjen liljeväxter. Inga underarter finns listade.